# Ahmed Raouf
Ahmed Raouf (ur. 15 września 1982, w Kairze, Egipt) – piłkarz egipski, reprezentant kraju.

## Kariera
Jest napastnikiem. W swojej karierze grał w takich klubach jak: El Minya SC, El Qanah FC, ENPPI Club, Al-Ittihad Trypolis z Libii, Al-Ahly Kair, Al-Masry Port Said, Smouha SC, Wadi Degla SC Petrojet FC i El-Entag El-Harby SC. Od 2008 do 2016 roku rozegrał w kadrze narodowej Egiptu 10 meczów. Był w kadrze na Pucharze Konfederacji w 2009 roku i Puchar Narodów Afryki 2010.